# Tim Bowler
Tim Bowler (* 14. November 1953 in Leigh-on-Sea, Essex) ist ein britischer Schriftsteller.
Bowler studierte Schwedisch und Skandinavistik an der Universität Norwich. Seit 1990 arbeitet er als freier Schriftsteller und Übersetzer. Die Stoffe seiner Erzählungen sind stark von persönlichen Erlebnissen geprägt. In seinem Buch „River Boy“, für das er 1998 die Carnegie Medal erhielt, verarbeitete er den Tod seines Großvaters.

## Werke
In deutscher Übersetzung
- Escape – Fall bloß nicht auf! cbt, München 2013. ISBN 978-3-570-30873-8
- Escape – Flieh, so schnell es geht! cbt, München 2013. ISBN 978-3-570-30874-5
- Escape – Lauf, so weit du kannst! cbt, München 2013. ISBN 978-3-570-30828-8.
- Escape – Zeig keine Angst! cbt, München 2013. ISBN 978-3-570-30875-2

Originalsprachig
- Midget. Oxford Univ. Press, Oxford 1994. ISBN 0-19-271730-8.
- Dragon's Rock. Oxford Univ. Press, Oxford 1995. ISBN 0-19-271693-X.
- River Boy. Oxford Univ. Press, Oxford 1997. ISBN 0-19-275035-6.
- Shadows. Oxford Univ. Press, Oxford 1999. ISBN 0-19-271802-9.
- Storm Catchers. Oxford Univ. Press, Oxford 2001. ISBN 0-19-271880-0.
- Starseeker (US-Titel: Firmament). Oxford Univ. Press, Oxford 2002. ISBN 0-19-271924-6.
- Apocalypse. Oxford Univ. Press, Oxford 2004. ISBN 0-19-271926-2.
- Blood on Snow (= Tales from the dark side, vol.1). Hodder Children’s Books, London 2004. ISBN 0-340-88172-0
- Walking with the Dead (= Tales from the dark side, vol. 2). Hodder Children’s Books, London 2005. ISBN 0-340-88174-7.
- Frozen Fire. Oxford Univ. Press, Oxford 2006. ISBN 0-19-271979-3
- Game Changer. Oxford Univ. Press, Oxford 2015. ISBN 978-0-19-279415-4.

Beiträge in Anthologien
- Maya's story, In: Higher Ground. Stories inspired by the courage and hope of children who survived the 2004 tsunami disaster. (Anuj Goyal, ed.). Chrysalis Children’s Books, London 2006. ISBN 978-1-84458-581-6. S. 81–93.

## Auszeichnungen (Auswahl)
- Bücherlöwe 1996, für Midget.
- Carnegie Medal 1997, für River Boy.
- Angus Book Award 1999, für River Boy.
- Angus Book Award 2000, für Shadows.